# 安川塾
安川塾（やすかわじゅく）は、安川内蔵之助が1811年（文化8年）に、下総国葛飾郡藤原新田村（現在の千葉県船橋市藤原）に開いた寺子屋である。安川舎とも呼ばれた。1872年（明治5年）明治政府が学制を交付し、柏井小（現在の船橋市立法典小学校）が誕生するまでの62年間で、32村896人が入塾した。非嫡男の入塾者が293名、女性の入門者も62名確認できる。入学年齢は7歳から15歳と幅広いが、9歳から入門するものが多かった。
塾長は安川家の当主が代々勤め、初球の読書・習字・算術から、中級の四書五経・国史・日本外史・史記・左伝まで教えていたという。

## 歴代塾長
- 第1代:安川内蔵之助[1]
- 第3代:安川新右衛門[1]
- 第4代:安川栄之助[1]
- 第5代:安川新作[1]